# 26 de novembro
26 de novembro é o 330.º dia do ano no calendário gregoriano (331.º em anos bissextos). Faltam 35 dias para acabar o ano.

## Eventos históricos

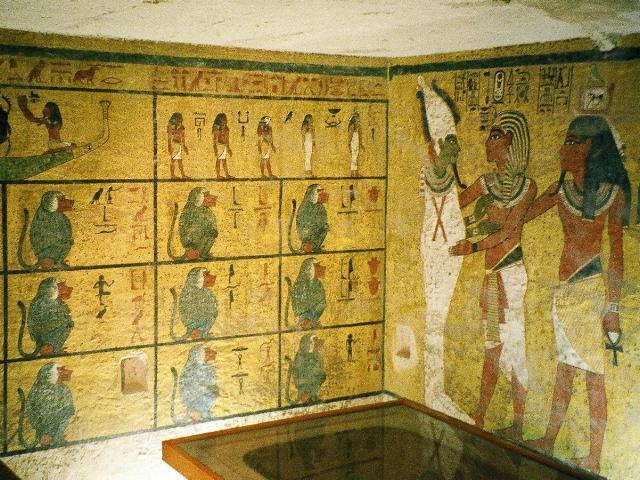
1922: Tumba do faraó Tutancâmon

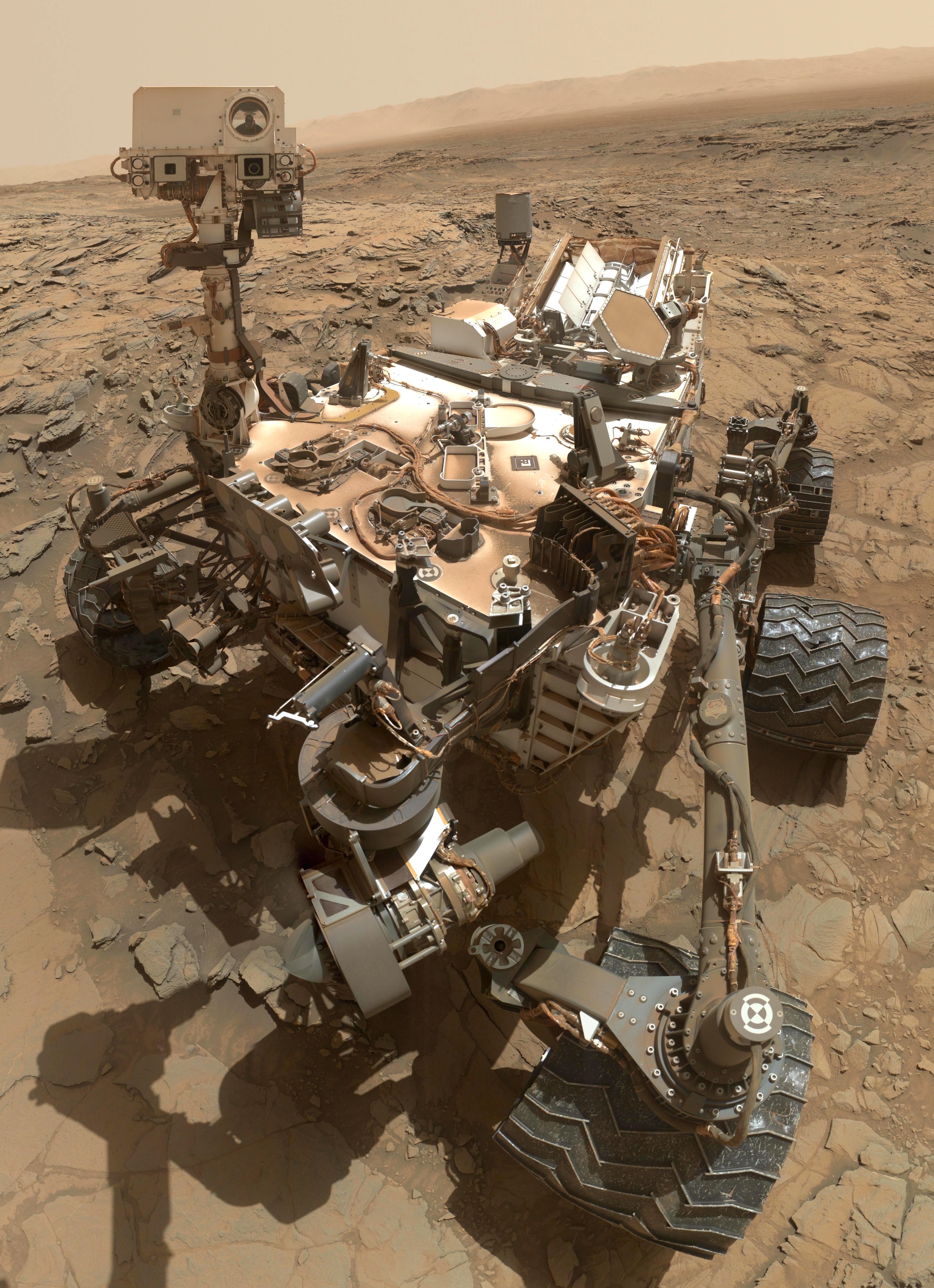
2011: O astromóvel Curiosity

- 0783 — A rainha asturiana Adosinda é mantida em um mosteiro para impedir que seus parentes tomem o trono de seu meio-irmão Mauregato.
- 1161 — Batalha de Caishi: uma frota da dinastia Sung luta contra navios da dinastia Jin no rio Yangtzé durante as Guerras Jin–Sung.
- 1476 — Vlad, o Empalador (também conhecido como Vlad Drácula), derrota Bassarabe III Laiotă com a ajuda de Estêvão, o Grande e Estêvão V Báthory e se torna o governante da Valáquia pela terceira vez.
- 1764 — A Companhia de Jesus (jesuítas) é proibida na França.
- 1778 — Nas ilhas havaianas, o capitão James Cook torna-se o primeiro europeu a visitar Maui.
- 1801 — Charles Hatchett anuncia a descoberta de um novo elemento químico, o qual deu o nome de Colombium (anos depois redescoberto e que recebeu o nome de Nióbio).
- 1812 — A Batalha de Berezina começa durante a retirada de Napoleão da Rússia.
- 1852 — Um terremoto de magnitude 8,8 abala o Mar de Banda, provocando um tsunami e matando pelo menos 60 pessoas nas Índias Orientais Holandesas.[1]
- 1865 — Batalha de Papudo: Uma escuna da marinha espanhola é derrotada por uma corveta chilena ao norte de Valparaíso, Chile.
- 1891 — Inicia-se a Revolta dos Colonos, um levante popular dos colonos italianos na antiga colônia de Caxias do Sul, Brasil.
- 1914 — HMS Bulwark é destruído por uma grande explosão interna com a perda de 741 homens perto de Sheerness.
- 1917
  - Primeira Guerra Mundial: a Segunda Divisão do Corpo Expedicionário Português assume a responsabilidade da sua parte do Sector Português na frente.
  - O Manchester Guardian publica o acordo secreto de 1916, Sykes-Picot, entre o Reino Unido e a França.
- 1920 — Guerra da Independência da Ucrânia: O Exército Vermelho lança um ataque surpresa contra a Makhnovshchina.[2]
- 1922 — Howard Carter e Lord Carnarvon se tornam as primeiras pessoas a entrar na tumba do faraó Tutancâmon em mais de 3 mil anos.
- 1924 — A República Popular da Mongólia é oficialmente estabelecida após uma nova constituição abolir a monarquia.[3]
- 1930 — Criação do Ministério do Trabalho e Emprego no Brasil.
- 1939 — Incidente de Mainila: o Exército Soviético orquestra um incidente que é usado para justificar o início da Guerra de Inverno com a Finlândia quatro dias depois.
- 1940
  - Massacre de Jilava: sessenta e quatro presos são assassinados na prisão romena de Jilava por membros da Guarda de Ferro em retaliação pelo assassinato de seus dirigentes em 1938 e pela perseguição da organização por parte do regime real de Carlos II, do qual haviam pertencido parte dos mortos.
  - Na Suíça, são proibidas todas as organizações comunistas.
  - Segunda Guerra Mundial: O governo Nazi começa a erigir um muro à volta do Gueto de Varsóvia, separando os 400 mil habitantes judeus da população da cidade, não lhes dando alimentação adequada, tampouco condições de saúde e habitação.
- 1941 — Segunda Guerra Mundial: A nota de Hull é dada ao embaixador japonês, exigindo que o Japão se retirasse da China e da Indochina francesa, em troca do qual os Estados Unidos suspenderiam as sanções econômicas. No mesmo dia, a 1ª Frota Aérea do Japão parte da Baía de Hitokappu, Japão para o Havaí.
- 1942
  - Segunda Guerra Mundial: Hitler dá a ordem a Pétain para desmobilizar o exército francês e entregar aos alemães a frota francesa.
  - Casablanca, o filme estrelado por Humphrey Bogart e Ingrid Bergman, estreia em Nova York.
- 1944
  - Segunda Guerra Mundial: a Alemanha inicia os ataques V-1 e V-2 em Antuérpia, na Bélgica.
  - Segunda Guerra Mundial: Um foguete V-2 alemão atinge uma loja da Woolworth em New Cross, Londres, matando 168 pessoas.
- 1949 — A Assembleia Constituinte da Índia adota a constituição apresentada pelo Dr. B.R. Ambedkar.
- 1950 — O exército da República Popular da China entra na Coreia do Norte e ataca as tropas norte-americanas e sul-coreanas.
- 1953 — Reunião dos ministros dos negócios estrangeiros dos seis países fundadores da Comunidade Econômica Europeia (CEE) cria uma comissão intergovernamental tendo em vista a redação do tratado instituidor de uma comunidade política europeia. O projeto será redigido em 15 de março de 1954.
- 1965 — A França lança o Astérix, tornando-se a terceira nação a colocar um objeto em órbita usando seu próprio propulsor.
- 1969 — Guerra Colonial: os adidos militares em Lisboa dos Estados Unidos, Grã-Bretanha, França e Alemanha visitam Angola e Moçambique.
- 1979 — O voo 740 da Pakistan International Airlines cai perto de Taif, na província de Meca, Arábia Saudita, matando todas as 156 pessoas a bordo.[4]
- 1984 — Golpe Militar de 1964: segunda explosão em um comitê da Aliança Democrática, desta vez em Brasília.
- 1986 — Começa em Jerusalém o julgamento de John Demjanjuk, acusado de cometer crimes de guerra como guarda no campo de extermínio nazista de Treblinka.[5]
- 1990 — O foguete Delta II faz seu voo inaugural.
- 1991 — Comunidade Econômica Europeia: a Comunidade adere à Organização das Nações Unidas para a Alimentação e a Agricultura (FAO), tornando-se a primeira organização de integração econômica que é membro de pleno direito de uma agência especializada das Nações Unidas.
- 1998
  - Tony Blair se torna o primeiro primeiro-ministro do Reino Unido a se dirigir ao Oireachtas, o parlamento da República da Irlanda.
  - O desastre ferroviário de Khanna tira 212 vidas em Khanna, Ludhiana, Índia.[6]
- 2001 — Mikhail Gorbachev funda o Partido Social-Democrata Russo.
- 2003 — O Concorde é retirado dos voos comerciais.[7]
- 2008 — Atentados terroristas atingem a cidade de Bombaim, na Índia, causando a morte de pelo menos 125 pessoas e ferindo centenas.
- 2011
  - NASA envia o astromóvel Curiosity para explorar solo de Marte.
  - Ataque da OTAN no Paquistão: as forças da OTAN no Afeganistão atacam um posto de controle paquistanês em um incidente de fogo amigo, matando 24 soldados e ferindo outros 13.
- 2015 — Toma posse em Portugal o XXI Governo Constitucional, um governo de maioria relativa do Partido Socialista apoiado parlamentarmente pelo Bloco de Esquerda, pelo Partido Comunista Português e pelo Partido Ecologista "Os Verdes" numa solução que ficou conhecida por "Gerigonça", chefiado pelo primeiro-ministro António Costa.
- 2018 — A sonda robótica Insight pousa em Elysium Planitia, Marte.
- 2019 — Sismo no noroeste da Albânia deixando pelos menos de 50 mortos e 1 000 feridos.
- 2021 — Pandemia de COVID-19: a Organização Mundial da Saúde identifica a variante Ómicron do SARS-CoV-2.[8]

- 2024 — A Polícia Federal indicia o ex-presidente Jair Bolsonaro e mais 36 pessoas por tentativa de golpe de estado após sua derrota nas eleições presidenciais de 2022.

## Nascimentos

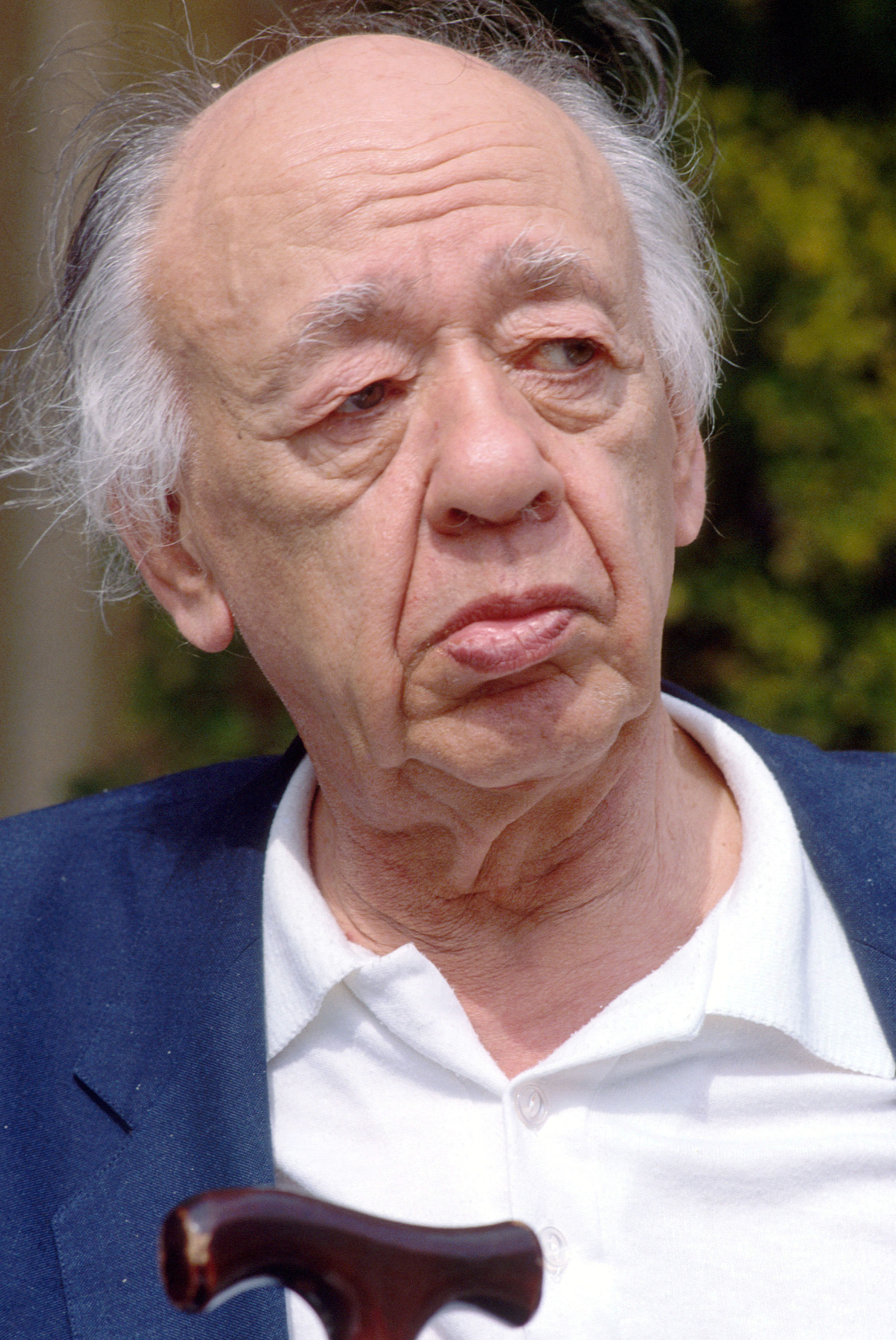
Eugène Ionesco

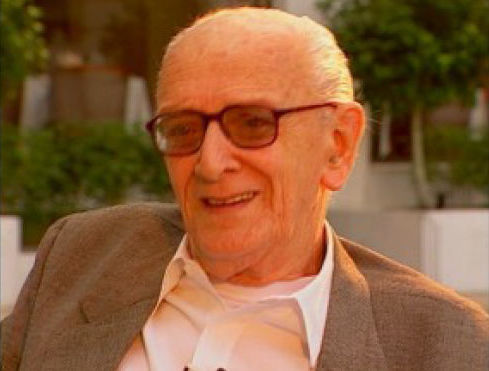
Mário Lago

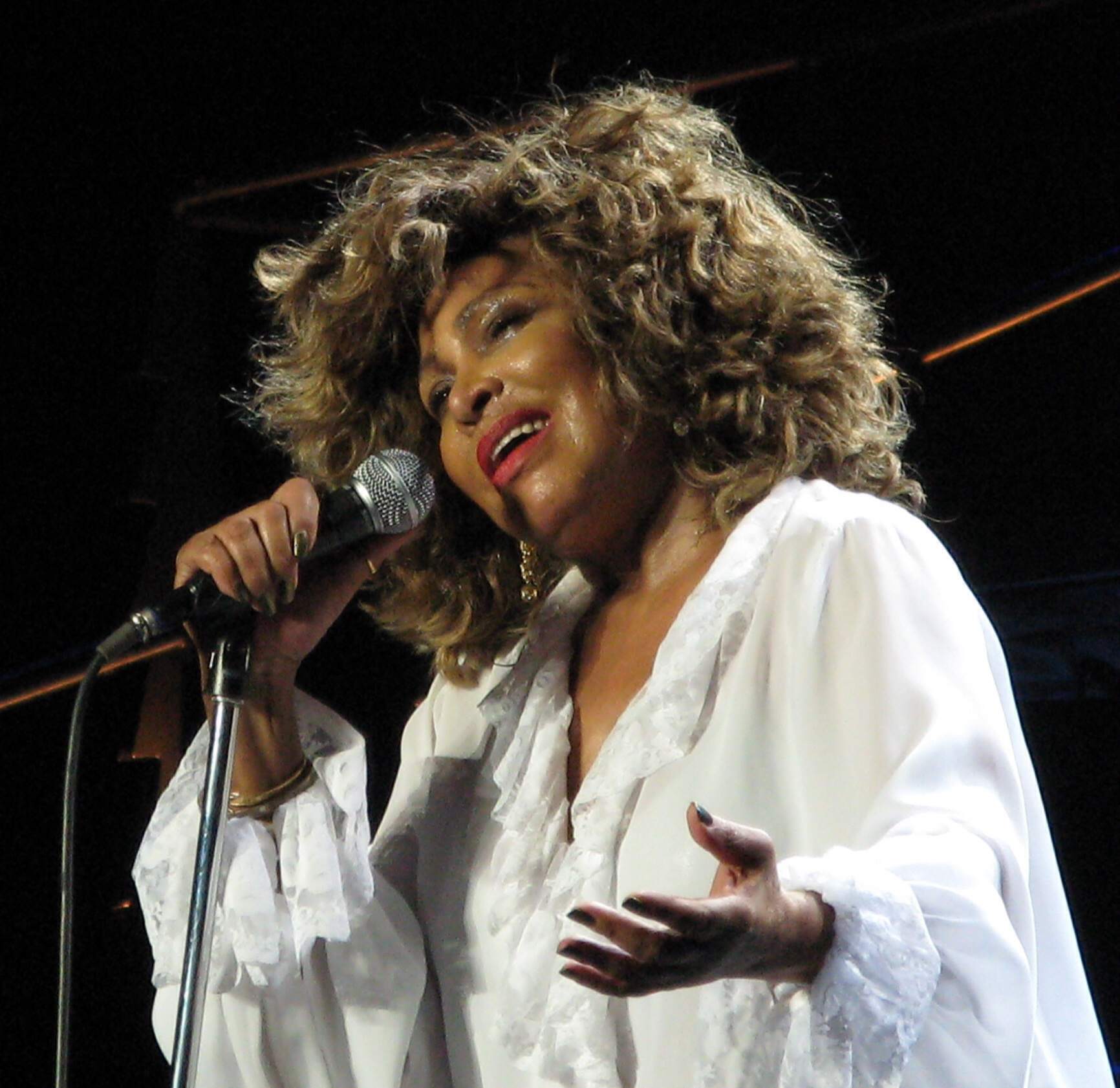
Tina Turner

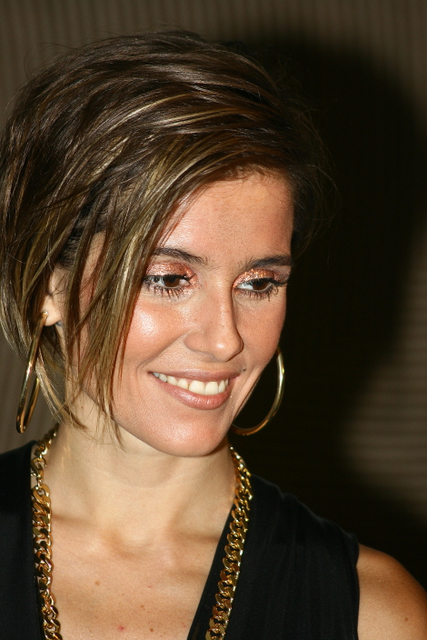
Deborah Secco

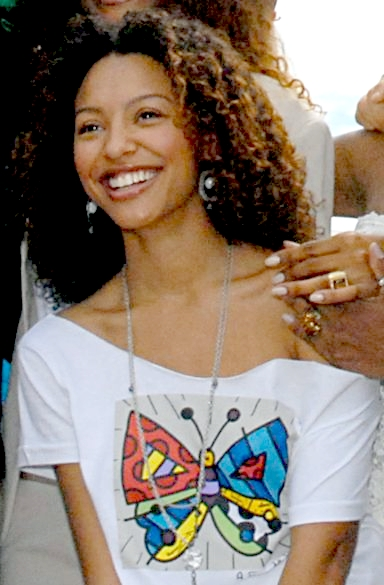
Sheron Menezzes

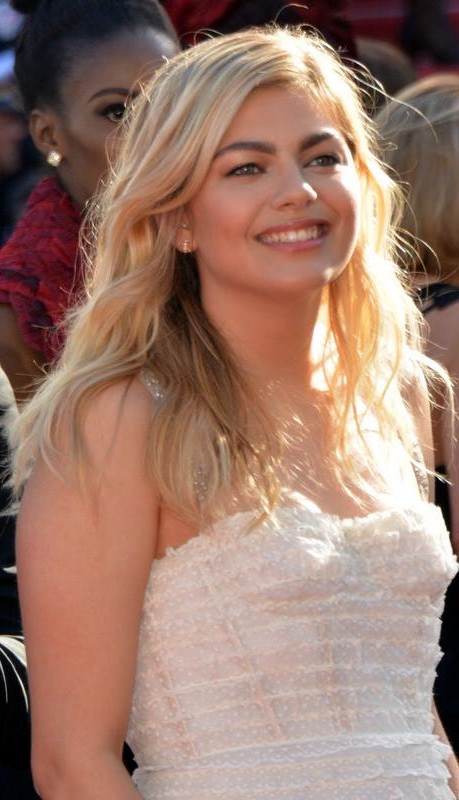
Louane Emera

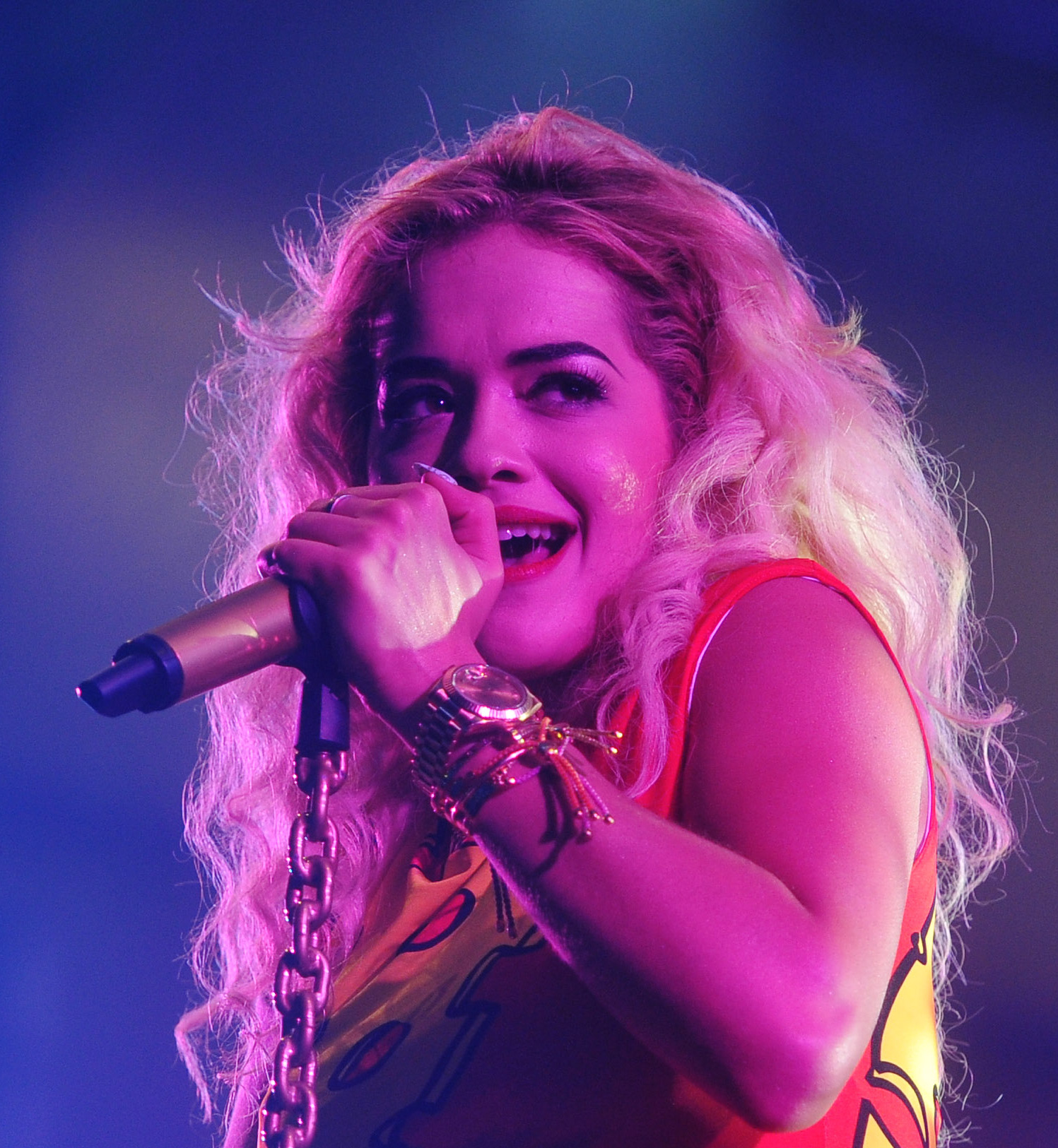
Rita Ora

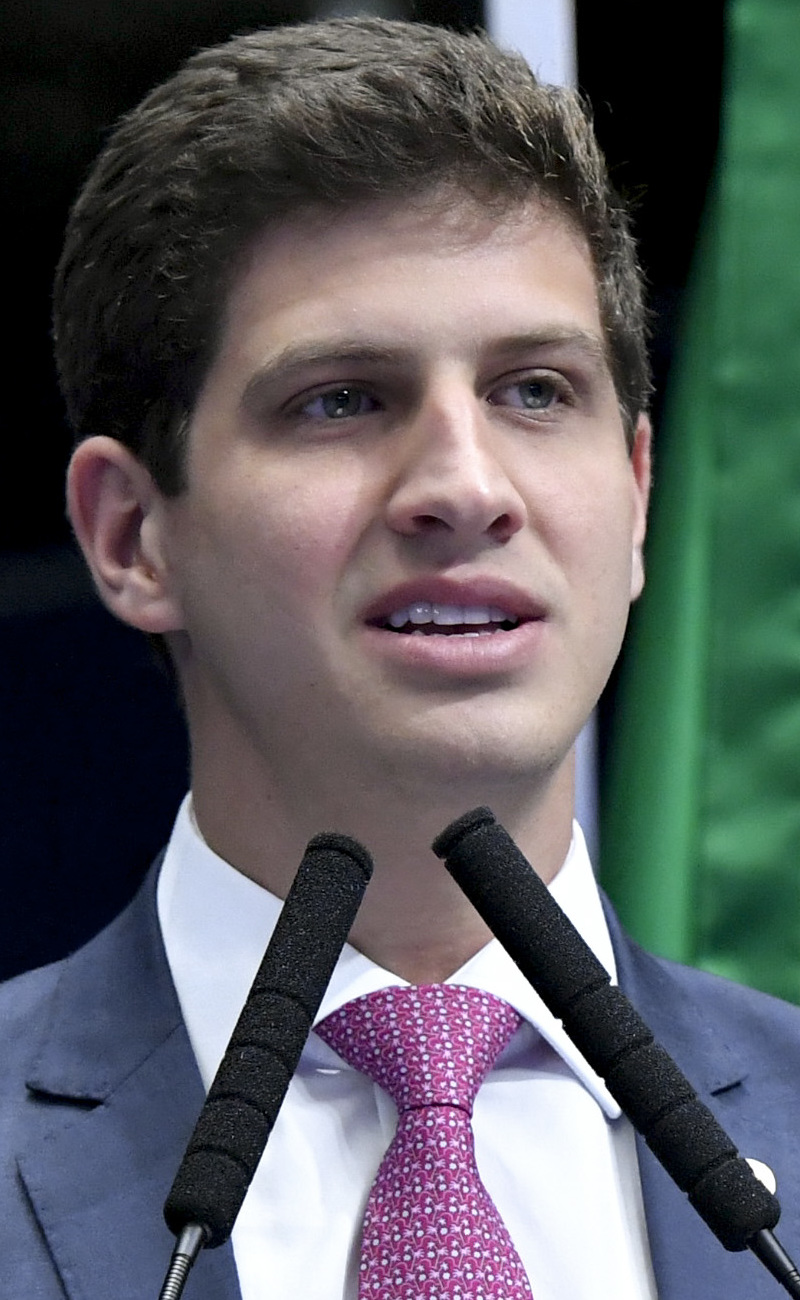
João Henrique Campos

### Anteriores ao século XIX
- 0907 — Rosendo de Celanova, bispo de Dume (m. 977).
- 1288 — Go-Daigo, imperador japonês (m. 1339).
- 1436 — Catarina de Portugal (m. 1463).
- 1518 — Guido Ascanio Sforza di Santa Fiora, cardeal italiano (m. 1564).
- 1607 — John Harvard, sacerdote calvinista inglês (m. 1638).
- 1716 — Elizabeth Percy, Duquesa de Northumberland (m. 1776).

### Século XIX
- 1806 — Wilhelm Ferdinand Erichson, entomólogo alemão (m. 1848).
- 1810 — William George Armstrong, empresário britânico (m. 1900).
- 1817 — Charles Adolphe Würtz, químico francês (m. 1884).
- 1820 — Frederico Guilherme de Hesse-Cassel (m. 1884).
- 1826 — Juan Pablo Rojas Paúl, político venezuelano (m. 1905).
- 1827 — Ellen G. White, escritora e religiosa norte-americana (m. 1915).
- 1828 — René Goblet, político francês (m. 1905).
- 1832 — Mary Edwards Walker, cirurgiã norte-americana (m. 1919).
- 1839 — Francisco Rangel Pestana, jornalista e político brasileiro (m. 1903).
- 1845 — Facundo Machaín, político paraguaio (m. 1877).
- 1847 — Dagmar da Dinamarca (m. 1928).
- 1852 — Yamamoto Gonnohyōe, político e militar japonês (m. 1933).
- 1853 — Bat Masterson, jornalista esportivo norte-americano (m. 1921).
- 1857 — Ferdinand de Saussure, linguista suíço (m. 1913).
- 1864
  - Herman Gorter, escritor neerlandês (m. 1927).
  - Auguste Charlois, astrônomo francês (m. 1910).
- 1869 — Maud de Gales, rainha-consorte da Noruega (m. 1938).
- 1876 — Willis Carrier, engenheiro e inventor norte-americano (m. 1950).
- 1883 — Mihály Babits, poeta húngaro (m. 1941).
- 1885 — Heinrich Brüning, político alemão (m. 1970).
- 1888
  - Francisco Canaro, cantor, músico e compositor uruguaio (m. 1964).
  - Ford Beebe, cineasta e roteirista norte-americano (m. 1978).
- 1892 — Mike McTigue, pugilista norte-americano (m. 1966).
- 1897 — Luis Batlle Berres, político uruguaio (m. 1964).
- 1898
  - Karl Waldemar Ziegler, químico alemão (m. 1973).
  - Héctor Scarone, ex-futebolista e treinador de futebol uruguaio (m. 1967).

### Século XX

#### 1901–1950
- 1903 — Alice Herz-Sommer, pianista tcheca (m. 2014).
- 1905 — Norah Baring, atriz britânica (m. 1985).
- 1908
  - Charles Forte, empresário britânico (m. 2007).
  - Ramón Villeda Morales, político hondurenho (m. 1971).
- 1909
  - Eugène Ionesco, dramaturgo franco-romeno (m. 1994).
  - Fritz Buchloh, ex-futebolista e treinador de futebol alemão (m. 1998).
- 1910 — Cyril Cusack, ator sul-africano (m. 1993).
- 1911 — Mário Lago, ator, compositor e poeta brasileiro (m. 2002).
- 1913 — Josep Antoni Coderch, arquiteto espanhol (m. 1984).
- 1918
  - Patricio Aylwin, político chileno (m. 2016).
  - Huber Matos, político e líder revolucionário cubano (m. 2014).
- 1919
  - Henri Vidal, ator francês (m. 1959).
  - Ryszard Kaczorowski, político polonês (m. 2010).
- 1920 — Daniel Petrie, cineasta canadense (m. 2004).
- 1921
  - Otello Zeloni, empresário e ator ítalo-brasileiro (m. 1973).
  - Imre Kovács, futebolista e treinador de futebol húngaro (m. 1996).
- 1922
  - Charles Schulz, cartunista estadunidense (m. 2000).
  - Gino Gardassanich, futebolista croata-americano (m. 2010).
- 1925 — Gregorio Álvarez, político e militar uruguaio (m. 2016).
- 1926 — Armand Penverne, futebolista e treinador de futebol francês (m. 2012).
- 1928 — Károly Sándor, ex-futebolista húngaro (m. 2014).
- 1931
  - Adolfo Pérez Esquivel, arquiteto e ativista argentino.
  - Adrianus Johannes Simonis, cardeal neerlandês (m. 2020).
- 1932 — Zvonimir Janko, matemático croata (m. 2022).
- 1933
  - Louis Turenne, ator canadense.
  - Robert Goulet, ator e cantor norte-americano (m. 2007).
- 1934 — Jamshid Mashayekhi, ator iraniano (m. 2019).
- 1935 — Marian Mercer, atriz e cantora norte-americana (m. 2011).
- 1936
  - Adán Godoy, ex-futebolista chileno.
  - Jaime Pedro Gonçalves, bispo moçambicano (m. 2016).
- 1938
  - Walter Lima Jr., diretor de cinema brasileiro.
  - Rich Little, ator, roteirista e produtor de cinema canadense.
- 1939
  - Tina Turner, cantora, compositora e atriz norte-americana (m. 2023).
  - Mark Margolis, ator norte-americano (m. 2023).
  - Abdullah Ahmad Badawi, político malaio.
  - Greetje Kauffeld, cantora neerlandesa.
- 1940
  - Sérgio Mota, engenheiro e político brasileiro (m. 1998).
  - Quentin Skinner, historiador britânico.
- 1943
  - Joël Robert, motociclista belga (m. 2021).
  - Bruce Paltrow, diretor e produtor norte-americana (m. 2002).
- 1944 — Karin Schubert, atriz alemã.
- 1945 — Daniel Davis, ator estadunidense.
- 1946 — Carlos Ebert, fotógrafo e produtor de cinema brasileiro.
- 1947 — Connie Panzarino, ativista norte-americana (m. 2001).
- 1948
  - Fausto, cantor e compositor português (m. 2024).
  - Galina Prozumenshchikova, nadadora ucraniana (m. 2015).
  - Elizabeth Blackburn, bióloga australiana-americana.
- 1949
  - Mari Alkatiri, político timorense.
  - Nestor de Hollanda Cavalcanti, compositor e arranjador brasileiro.
  - Shlomo Artzi, cantor e compositor israelense.
  - Ivan Patzaichin, canoísta romeno (m. 2021).
- 1950 — Dieter Burdenski, futebolista alemão (m. 2024).

#### 1951–2000
- 1951
  - Cicciolina, cantora e atriz italiana.
  - Dalmo Medeiros, jornalista, cantor e compositor brasileiro.
- 1952
  - Wendy Turnbull, ex-tenista australiana.
  - Riek Machar, político sul-sudanês.
- 1953
  - Desiré Wilson, ex-automobilista sul-africana.
  - Julien Temple, diretor de cinema britânico.
- 1954
  - Velupillai Prabhakaran, guerrilheiro cingalês (m. 2009).
  - Jos Daerden, ex-futebolista e treinador de futebol belga.
- 1955 — Evans Paul, político haitiano.
- 1956 — Patrícia Medrado, ex-tenista brasileira.
- 1957 — Simon Nkoli, ativista sul-africano (m. 1998).
- 1958
  - Vilson Dias de Oliveira, bispo brasileiro.
  - Mikhail Linge, velocista russo (m. 1994).
- 1959 — Ronaldo Vieira Passos, ex-futebolista brasileiro.
- 1960
  - Delio Rossi, treinador de futebol italiano.
  - Alaa Mubarak, empresário egípcio.
- 1962
  - Bobô, ex-futebolista, ex-treinador de futebol e político brasileiro.
  - Viliam Hýravý, ex-futebolista eslovaco.
- 1963 — Richard Arnold, astronauta norte-americano.
- 1965
  - Des Walker, ex-futebolista britânico.
  - Kristin Bauer, atriz estadunidense.
  - Scott Adsit, ator e escritor norte-americano.
- 1966
  - Brian Lee, ex-lutador profissional norte-americano.
  - Kristin Bauer, atriz norte-americana.
- 1967 — John Stirratt, músico norte-americano.
- 1969
  - Krunoslav Jurčić, ex-futebolista e treinador de futebol croata.
  - Vadim Khamuttskikh, jogador de vôlei russo (m. 2021).
- 1970
  - John Amaechi, ex-jogador de baquete britânico.
  - Hugo Sosa, ex-futebolista paraguaio.
- 1971
  - Vanessa Lóes, atriz brasileira.
  - Ninibeth Leal, modelo e atriz venezuelana.
  - Marcus Vinícius Faustini, diretor teatral, documentarista e escritor brasileiro.
- 1972
  - Francisco Nascimento, ator português.
  - André Domingos, ex-velocista brasileiro.
  - Serguey Aksyonov, político e empresário ucraniano.
- 1973
  - Batata, ex-futebolista brasileiro.
  - John Zimmerman, ex-patinador artístico americano.
  - Peter Facinelli, ator estadunidense.
- 1974 — Katrina Lenk, atriz, cantora e compositora norte-americana.
- 1975
  - DJ Khaled, músico, DJ e produtor norte-americano.
  - Gerardo Bedoya, ex-futebolista colombiano.
  - Patrice Lauzon, ex-patinador artístico canadense.
  - René Sampaio, cineasta, publicitário e empresário brasileiro.
  - Ronaldo Angelim, ex-futebolista brasileiro.
  - Vladislav Radimov, ex-futebolista russo.
- 1976
  - Rita Lisauskas, jornalista brasileira.
- 1977 — Ivan Basso, ex-ciclista italiano.
- 1978
  - Andrejs Rubins, futebolista e treinador de futebol letão (m. 2022).
  - Ryan Toby, cantor e compositor norte-americano.
- 1979
  - Deborah Secco, atriz brasileira.
  - Julien Ingrassia, copiloto de ralis francês.
- 1980
  - Aruna Dindane, ex-futebolista marfinense.
  - Albert Montañés, ex-tenista espanhol.
  - Satoshi Ohno, ator e cantor japonês.
- 1981
  - Diogo Amaral, ator português.
  - Natasha Bedingfield, cantora britânica.
  - Zola Matumona, ex-futebolista congolês.
  - Aurora Snow, atriz norte-americana.
- 1983
  - Sheron Menezzes, atriz brasileira.
  - Chris Hughes, empresário norte-americano.
- 1984 — Antonio Puerta, futebolista espanhol (m. 2007).
- 1985
  - Nikola Pokrivač, ex-futebolista croata.
  - Michael Eneramo, ex-futebolista nigeriano.
  - Lil' Fizz, rapper e ator norte-americano.
- 1986
  - Trevor Morgan, ator estadunidense.
  - Arsène Do Marcolino, futebolista gabonês.
  - Yukina Ōta, ex-patinadora artística japonesa.
  - Robert Olejnik, ex-futebolista austríaco.
  - Bauke Mollema, ciclista neerlandês.
- 1987
  - Georgios Tzavelas, ex-futebolista grego.
  - Fernando Varela, futebolista cabo-verdiano.
  - Matthew Ebden, tenista australiano.
  - Armando Cooper, futebolista panamenho.
  - David Veilleux, ex-ciclista canadense.
- 1988
  - Hafthór Júlíus Björnsson, ex-jogador de basquete e ator islandês.
  - Tamsin Egerton, atriz e modelo britânica.
  - Leonardo Pavoletti, futebolista italiano.
- 1989 — Maria Sanchez, tenista estadunidense.
- 1990
  - Danny Welbeck, futebolista britânico.
  - Rita Ora, cantora e atriz anglo-albanesa.
  - Ana Caroline Campagnolo, professora, historiadora e política brasileira.
  - Gabriel Paulista, futebolista brasileiro.
  - Sander van Dijck, produtor musical neerlandês.
  - Gabriel Falcão, ator brasileiro.
  - Daniel Rocha, ator brasileiro.
- 1991
  - Bernardo Castro Alves, ator brasileiro.
  - Manolo Gabbiadini, futebolista italiano.
- 1992 — Anuel AA, rapper porto-riquenho.
- 1993
  - Kim Min-tae, futebolista sul-coreano.
  - Brandie Jay, ex-ginasta norte-americana.
  - Kuo Hsing-chun, halterofilista taiwanesa.
  - Terry Antonis, futebolista australiano.
  - Kelsey Mitchell, ciclista canadense.
  - João Henrique Campos, engenheiro e político brasileiro.
- 1994
  - Melvyn Lorenzen, futebolista anglo-ugandês.
  - Emma Portner, dançarina e coreógrafa canadense.
- 1995
  - Oliver Wood, ciclista britânico.
  - James Guy, nadador britânico.
- 1996
  - Louane Emera, atriz e cantora francesa.
  - Marc Roca, futebolista espanhol.
- 1997
  - Farouk Miya, futebolista ugandês.
  - Aaron Wan-Bissaka, futebolista britânico.
- 1999
  - Perr Schuurs, futebolista neerlandês.
  - Bavuudorjiin Baasankhüü, judoca mongol.
- 2000 — Lamecha Girma, atleta etíope.

### Século XXI
- 2001 — Milhanas, cantora e compositora portuguesa.
- 2002 — Baylee Littrell, cantor e compositor estadunidense.
- 2003 — Asha Banks, atriz e cantora inglesa.

## Mortes

### Anteriores ao século XIX
- 0399 — Papa Sirício (n. 334).
- 0975 — Conrado de Constança (n. 900).
- 1504 — Isabel I de Castela, rainha soberana de Castela (n. 1451).
- 1621 — Ralph Agas, agrimensor inglês (n. 1540).
- 1641 — Edviges da Dinamarca, eleitora da Saxônia (n. 1581).
- 1646 — Achille de Harlay de Sancy, clérigo, orientalista e intelectual francês (n. 1581).
- 1661 — Luis de Haro y Guzmán, general do exército espanhol (n. 1598).
- 1688 — Philippe Quinault, dramaturgo francês (n. 1635).
- 1696 — Gregório de Matos, advogado e poeta barroco brasileiro (n. 1623 ou 1633).

### Século XIX
- 1811 — Caroline Spencer, Duquesa de Marlborough (n. 1742/43).
- 1827 — José Álvarez Cubero, escultor espanhol (n. 1768).
- 1883 — Sojourner Truth, abolicionista e ativista dos direitos das mulheres afro-americana (n. 1797).
- 1896 — Coventry Patmore, poeta e crítico britânico (n. 1823).

### Século XX
- 1926 — John Browning, desenhador de armas americano (n. 1855).
- 1981 — Max Euwe, xadrezista neerlandês (n. 1901)
- 1991 — Dom Alberto Gaudêncio Ramos, bispo brasileiro (n. 1915).
- 1993
  - César Guerra-Peixe, compositor brasileiro (n. 1914).
  - Grande Otelo, ator e músico brasileiro (n. 1915).
- 1999 — Daniel Nathans, microbiologista norte-americano (n. 1928).
- 2000 — Plínio Doyle, advogado e bibliófilo brasileiro (n. 1906).

### Século XXI
- 2003 — Soulja Slim, rapper estadunidense (n. 1977).
- 2004 — Philippe de Broca, diretor, roteirista e ator francês (n. 1933).
- 2005 — Takanori Arisawa, compositor e arranjador japonês (n. 1951).
- 2006
  - Mário Cesariny, poeta e pintor surrealista português (n. 1923).
  - Dave Cockrum, desenhista estadunidense (n. 1943).
- 2008 — Vitaly Karayev, político russo (n. 1962).
- 2014 — Clemilda, cantora brasileira (n. 1936).
- 2016
  - Russell Shedd, teólogo norte-americano (n. 1929).
  - Arlindo de Carvalho, cantor e compositor português (n. 1930).
  - Roberto Corrêa, cantor e compositor brasileiro (n. 1940).
- 2018
  - Stephen Hillenburg, animador, roteirista, cartunista e biólogo marinho norte-americano (n. 1961).
  - Bernardo Bertolucci, diretor de cinema italiano (n. 1941).
- 2023 — Alberto da Costa e Silva,  diplomata, poeta, ensaísta, memorialista e historiador brasileiro (n. 1931).

## Feriados e eventos cíclicos

### Brasil
- Dia do Ministério Público.
- Emancipação do município de Guarabira - Paraíba.
- Emancipação do município de Solânea - Paraíba.
- Emancipação do município de Cacoal - Rondônia.
- Dia do Aniversário do município de Cândido de Abreu - Paraná.
- Dia do aniversário do município de Tremembé - São Paulo.
- Dia do aniversário do município de São João do Caiuá - Paraná.
- Dia do aniversário do município de Engenheiro Beltrão -  Paraná.
- Dia do aniversário do município de Sabáudia - Paraná.

### Cristianismo
- Alípio, o Estilita
- Conrado de Constança
- Leonardo de Porto Maurício
- Nossa Senhora de Soufanieh
- Papa Sirício
- Silvestre Guzzolini

## Outros calendários
- No calendário romano era o 6.º (VI) dia antes das calendas de dezembro.
- No calendário litúrgico tem a letra dominical A para o dia da semana.
- No calendário gregoriano a epacta do dia é 25 ou xxvi.